# Robin Stoevelaar
Robin Stoevelaar (Haarlem, 24 juni 1994) is een Nederlands softbalcoach en oud softbalscheidsrechter. Als scheidsrechter was hij tussen 2014 en 2019 actief in de Hoofdklasse Softbal en tussen 2017 tot 2019 actief op Europees niveau. In 2018 was hij coach bij Olympia Haarlem, in 2019 & 2020 bij Onze Gezellen en vanaf het seizoen 2021 is hij actief bij UVV.
Stoevelaar kwam in aanraking met honkbal dankzij zijn vader, die eerder actief was voor Haarlem Nicols. In 2011 begon Stoevelaar, na aandringen van zijn toenmalige coach, met het leiden van wedstrijden bij Olympia Haarlem, de club waar hij op dat moment actief was. Hij stapte tijdens het seizoen 2011 over van honkbal op softbal. In 2012 werd Stoevelaar actief op landelijk niveau voor de KNBSB. In 2014 debuteerde Stoevelaar op 19-jarige leeftijd, in de toenmalige Softbal Hoofdklasse bij de wedstrijd Terrasvogels tegen Jong Oranje Rood. 
In 2018 werd Stoevelaar aangesteld als coach van het tweede team van Olympia Haarlem en tijdens ditzelfde jaar coachte hij de London Angels op de European Cup Winners Cup. Na dit seizoen werd hij benaderd om coach te worden van Onze Gezellen in de toenmalige Silver League, de klasse onder de hoofdklasse. Omdat dit niet te combineren viel met een rol als scheidsrechter op hoog niveau, besloot Stoevelaar hiermee te stoppen en zich toe te leggen op het coachen. Aan het einde van seizoen 2020 werd bekend dat hij vertrok bij Onze Gezellen. Vanaf seizoen 2021 is Stoevelaar coach van het eerste damesteam van UVV. In 2022 promoveerde hij met dit team naar het hoogste niveau, de Hoofdklasse Softbal.